# Schizopera parvula
Schizopera parvula är en kräftdjursart som beskrevs av Noodt 1955. Schizopera parvula ingår i släktet Schizopera och familjen Diosaccidae. Inga underarter finns listade i Catalogue of Life.